# Navier–Stokes ekvationer
Navier-Stokes ekvationer beskriver hur flöden av vätskor och gaser beter sig. De har fått sitt namn från Claude-Louis Navier och George Gabriel Stokes.

## Allmänt
Ekvationerna gäller där fluiden uppträder som ett kontinuum, vilket innebär att flödets karakteristiska detaljer är mycket större än fluidens molekyler. Detta gäller med stor marginal för "normala" flödesproblem men kan behöva beaktas vid analys av gaser vid mycket låga tryck.
Ekvationerna gäller för enfasproblem, det vill säga gas eller vätska. För blandningar av till exempel vatten och ånga måste många ytterligare antaganden göras och ytterligare ekvationer lösas för interaktion och gränsytor mellan faserna.
Ekvationerna kan teoretiskt sett hantera uppkomsten av turbulens, där lösning av ekvationerna utan användning av turbulensmodell kallas för Direkt Numerisk Simulering (DNS). På grund av turbulensens mycket små längdskalor måste en sådan analys göras med en indelning av beräkningsområdet i extremt små delområden och blir oerhört resurskrävande. I praktiken måste därför turbulensmodeller användas för att modellera uppkomst av turbulens, men DNS används i forskningssammanhang.
Navier-Stokes ekvationer består, beroende på problemet, av en till tre partiell differentialekvationer för bevarande av rörelsemängd:
{\displaystyle {\frac {\partial \rho u_{i}}{\partial t}}+{\frac {\partial \rho u_{i}u_{j}}{\partial x_{j}}}={\frac {\partial \tau _{ij}}{\partial x_{j}}}-{\frac {\partial p}{\partial x_{i}}}}
och en ekvation för bevarande (konservering) av massa:
{\displaystyle {\frac {\partial \rho }{\partial t}}+{\frac {\partial \rho u_{i}}{\partial x_{i}}}=0}
samt en ekvation för bevarande av energin:
{\displaystyle {\frac {\partial \rho E}{\partial t}}+{\frac {\partial \rho u_{i}H}{\partial x_{i}}}={\frac {\partial }{\partial x_{i}}}\left(k{\frac {\partial T}{\partial x_{i}}}\right)+{\frac {\partial u_{i}\tau _{ij}}{\partial x_{j}}}}
där  {\displaystyle p} är det lokala trycket och {\displaystyle \tau _{ij}} är den lokala spänningstensorn. För ideala, linjärt viskösa gaser gäller: 
{\displaystyle \tau _{ij}=\left(\mu \left[{\frac {\partial u_{i}}{\partial x_{j}}}+{\frac {\partial u_{j}}{\partial x_{i}}}\right]-\delta _{ij}\left({\frac {2}{3}}\mu {\frac {\partial u_{k}}{\partial x_{k}}}\right)\right)}
{\displaystyle p=\left(\gamma -1\right)\left(\rho E-\rho {\bar {u}}^{2}/2\right)}
{\displaystyle \gamma } är en gaskonstant med typiskt värde 1.4 för vanliga gaser, {\displaystyle \mu } är fluidens viskositet och  {\displaystyle k} är värmeledningsförmågan, vanligen betraktade som konstanter. Symbolen  {\displaystyle \delta _{ij}} är Kroneckerdeltat. 
Ekvationerna är matematiskt svårhanterliga och explicita lösningar går bara att få fram för ett fåtal specialfall. Numeriska, approximativa lösningar beräknas däremot idag rutinmässigt av utvecklingsingenjörer inom industrin med hjälp av kraftfulla datorer och mjukvara kallad strömningslösare eller CFD-program, CFD = Computational Fluid Dynamics. 
Det antas att exakta lösningar till Navier-Stokes ekvationer existerar generellt, men detta har ännu inte strikt bevisats, och är ett av matematikens millennieproblem.